# Rudolf Berger (politik)
Rudolf Berger (30. srpna 1870 Dornbach – 11. března 1947 Santiago de Chile) byl rakouský a český politik německé národnosti, na počátku 20. století poslanec Českého zemského sněmu a poslanec Říšské rady.

## Biografie
Vystudoval nižší gymnázium a vyšší reálnou školu ve Vídni. Pak absolvoval polytechniku ve Vídni a studoval rovněž lingvistiku na Vídeňské univerzitě. Profesně působil jako velkostatkář v Zulehen u Waidhofen an der Ybbs.
Počátkem 20. století se zapojil i do zemské politiky. Ve volbách v roce 1901 byl zvolen v kurii městské (volební obvod Frýdlant) do Českého zemského sněmu. Politicky patřil k všeněmcům. Ve volbách roku 1901 se stal i poslancem Říšské rady (celostátní zákonodárný sbor), za městskou kurii, obvod Jablonec, Hodkovice nad Mohelkou, Smržovka atd. Na mandát rezignoval v prosinci 1906. Pak ho na sněmu nahradil Heinrich Kaulfersch.